# Georg Kawerau
Georg Kawerau né le 12 décembre 1856 à Berlin et mort le 13 avril 1909 à Stettin, est un architecte et archéologue prussien.
Il fait ses études à l'Académie d'architecture de Berlin. Il part ensuite pour la Grèce où il se consacre à l'archéologie.
Il participe aux fouilles d'Heinrich Schliemann à Tirynthe en 1885. Il travaille ensuite, de 1885 à 1890, sur l'Acropole d'Athènes avec Panagiotis Kavvadias - où ils découvrent le, depuis lors, célèbre « dépôt des Perses ». Il participe ensuite à un vaste programme de fouilles sur le site d'Olympie.

## Ouvrages
- avec Panagiotis Kavvadias : Die Ausgrabung der Akropolis vom Jahre 1885 bis zum Jahre 1890. = Η ανασκαφή της Ακροπόλεως από του 1885 μέχρι του 1890 (= Βιβλιοθήκη της εν Αθήναις Αρχαιολογικής Εταιρείας. 13). Typographeion Hestia, Athènes 1906.
- avec Georgios Soteriades : Der Apollotempel zu Thermos. In: Antike Denkmäler, Band 2, 1902/08. (lire en ligne).
- avec Albert Rehm : Das Delphinion in Milet (= Milet Band 1, 3). Berlin 1914 (lire en ligne).
- avec Theodor Wiegand : Die Paläste der Hochburg (= Altertümer von Pergamon, Band 5, 1). Berlin 1930.
- posthum: Gedichte. Berlin 1913. (Mit einem Vorwort von Theodor Wiegand. Privatdruck „für seine Freunde“.)